# Thrixspermum aurantiacum
Thrixspermum aurantiacum är en orkidéart som beskrevs av Johannes Jacobus Smith. Thrixspermum aurantiacum ingår i släktet Thrixspermum och familjen orkidéer. Inga underarter finns listade i Catalogue of Life.